# Comptosia biguttata
Comptosia biguttata är en tvåvingeart som beskrevs av Edwards 1934. Comptosia biguttata ingår i släktet Comptosia och familjen svävflugor. Inga underarter finns listade i Catalogue of Life.